# 蓝色空间

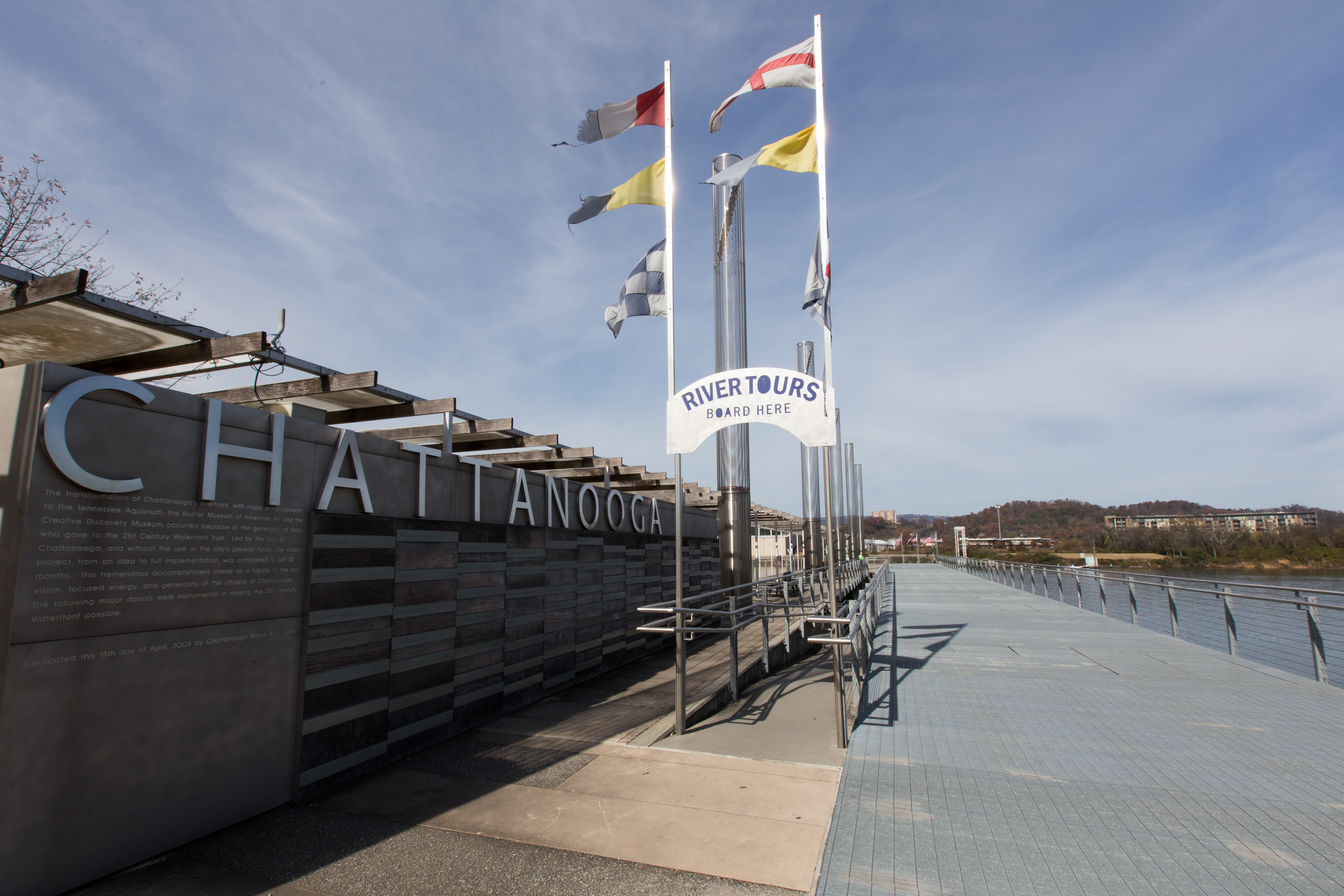
美国田纳西州查塔努加的滨水区

蓝色空间（英語：Blue space），也称为蓝色基础设施，是城市规划与城市设计中的概念，指代大部分是水體、水道构成的区域。蓝色空间与别称“绿色空间”的城市绿地（公园、園林等）结合设计可相得益彰，能一定程度上减少因城市地区高温带来的相关疾病（即熱島效應）。许多城市的设计与穿行其中的天然水体融为一体，这些水体多为城市的历史、地理带来深远的影响（如伦敦的泰晤士河）。
来往便利的蓝色空间可让临近地区更生机勃勃，邻里关系更为和睦。提倡健康建筑的城市设计指导方针，如WELL和Fitwel，会建议将蓝色空间融入设计中，提升住民的健康度。
不过，充满自然元素的地带很容易受到士紳化影响，蓝色空间带来的社会效益参差不齐，环境正义地区容易缺乏高质量的蓝色空间。